# Melligomphus acinaces
Melligomphus acinaces – gatunek ważki z rodziny gadziogłówkowatych (Gomphidae). Występuje w Ghatach Zachodnich w stanie Karnataka (południowo-zachodnie Indie).